# Klaus Krinner

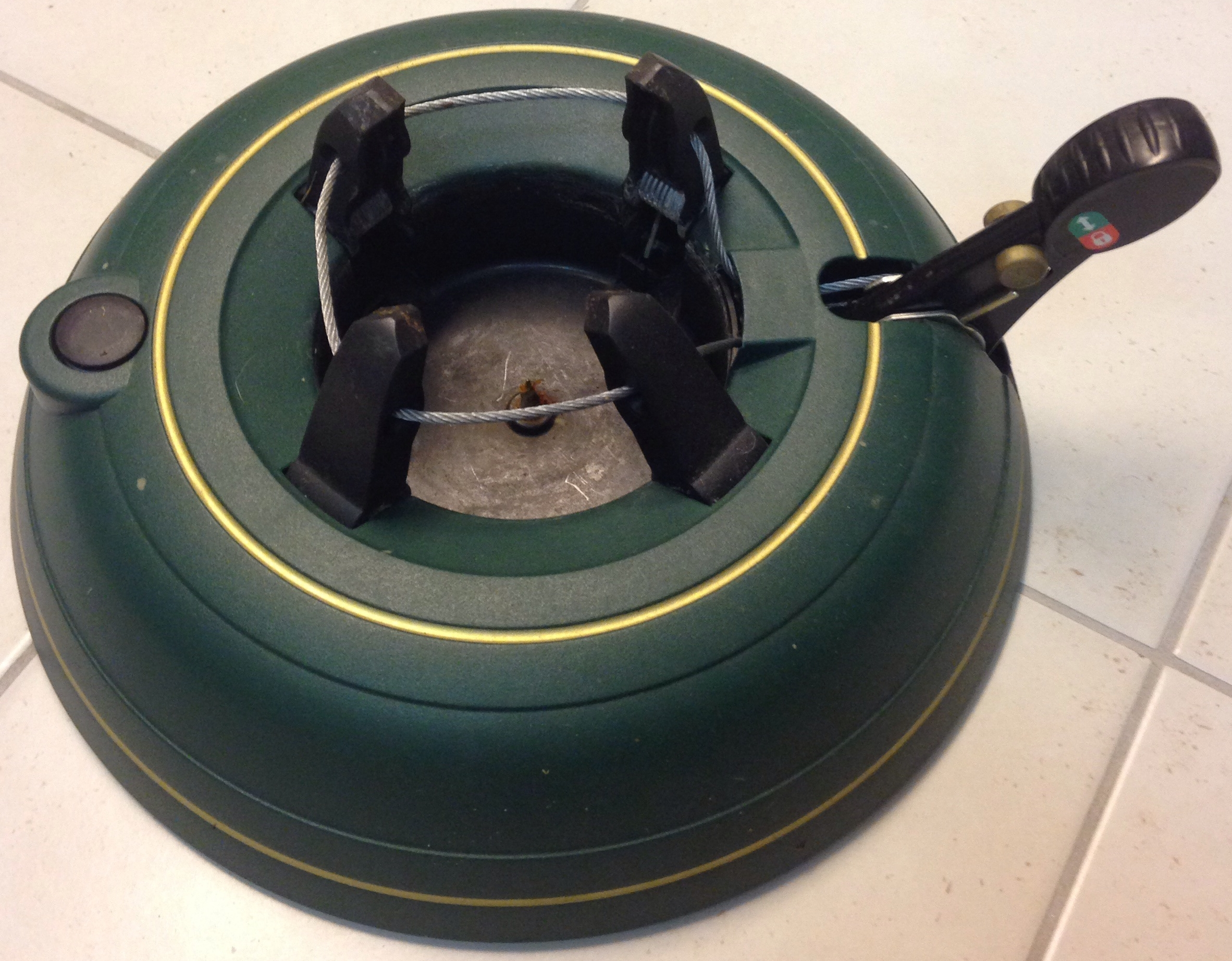
Ein-Seil-Christbaumständer nach Patent von Klaus Krinner

Klaus Krinner (* 6. Dezember 1938 in Straßkirchen) ist ein deutscher Erfinder und Unternehmer.
Der im niederbayerischen Straßkirchen beheimatete Unternehmer erfand im März 1989 den Ein-Seil-Christbaumständer. Sein Unternehmen ist Pionier bei Schraubfundamenten, die Krinner speziell beim Bau von Photovoltaik-Freiflächenanlagen anwendet, und hat mehr als 100 Patente angemeldet. Das Solarfeld Gänsdorf, die im Jahr 2009 leistungsstärkste PV-Anlage in Deutschland, wurde durch ihn initiiert.
Die Gemeinde Straßkirchen verlieh  Krinner im Jahr 2014 die Goldene Bürgermedaille. Im Dezember 2019 wurde er zum Ehrenbürger von Straßkirchen ernannt.
Klaus Krinner ist verheiratet und hat zwei Söhne.